# NGC 5228
NGC 5228 (другие обозначения — UGC 8556, MCG 6-30-43, ZWG 190.26, PGC 47837) — галактика в созвездии Гончие Псы.
Этот объект входит в число перечисленных в оригинальной редакции «Нового общего каталога».